# Der Staatsanwalt hat das Wort: Seriöser Erfinder sucht Teilhaber
Seriöser Erfinder sucht Teilhaber ist ein deutscher Fernsehfilm von Gert Kudelka aus dem Jahr 1965. Das kriminologische Fernsehspiel erschien als 1. Folge der Filmreihe Der Staatsanwalt hat das Wort.

## Handlung
Hans-Dieter Mackprang, zum zweiten Mal verheiratet und zunächst als Lehrer tätig, verdient inzwischen als freischaffender Spielzeughersteller sein Brot. Am frühen Morgen wird er im Hotel, in dem er mit seiner angeblichen Verlobten Astrid Böhm übernachtet hat, von zwei Kriminalbeamten aufgesucht, die ihm mitteilen, dass gegen ihn Haftbefehl erlassen wurde. Er beteuert, dies müsse ein Irrtum sein, wird aber dennoch festgenommen.
Es folgt eine Rückblende: Astrid hat Mackprang vor Monaten bei einem gemeinsamen Lokalbesuch mit ihrer Freundin Elfriede kennengelernt und zu schnell seinen Schmeicheleien nachgegeben. Am nächsten Abend trifft Mackprang den holländischen Geschäftsmann Mijnheer Gruitmaans, um ihm seine Entwürfe und Modelle neuer Spielzeuge vorzulegen. Der im Messebüro Leipzig des staatlichen Außenhandelsunternehmens Limex geschlossene Vorvertrag verpflichtet Gruitmaans aber lediglich, sich in den Niederlanden um Produktionsmöglichkeiten zu bemühen. Trotzdem sucht Mackprang bereits einige Tage später per Zeitungs-Annonce nach Geldgebern „zur Endfinanzierung mehrerer in- und ausländischer Patente bis zu 30.000 Mark“.
Ludmilla Glogowsky, vermögende Witwe in einem kleinen Erzgebirgs-Städtchen, fällt auf diese Annonce herein, schreibt an Mackprang, der „seriöse Erfinder“ besucht sie bald darauf in ihrer Wohnung und verspricht ihr eine lukrative Verzinsung. Spontan ist sie bereit, Mackprang eine erste Rate von 5.000 Mark zu überlassen und zahlt ihm in den nächsten Monaten noch weitere 15.000 Mark. Die ersten 5.000 Mark nutzt er, um seinen Patent-Ingenieur zu beruhigen, dem er einen größeren Betrag schuldet. Den größeren Rest nutzt er jedoch zur Befriedigung persönlicher Bedürfnisse. Dabei tritt seine eigentliche Tätigkeit als Spielzeugentwickler immer mehr in den Hintergrund. Immer wieder gelingt es dem raffinierten Hochstapler, seine Mitbürger zu prellen, darunter den 21-jährige Maurer Wilfried Richter. Kürschnermeister Strauss wird von Mackprang überredet, als Teilhaber und Geschäftsführer in sein „Unternehmen“ einzusteigen. Seinen Moskwitsch überschreibt er gutgläubig als Teilsicherung Herrn Roempke, der Mackprang ein Darlehen gewährt hat. Den Pkw aber bietet dieser gleich zweimal gegen Zahlung größerer Anzahlungssummen zum Kauf an und macht mit der Vermittlung weiterer illegaler Autokäufe beträchtliche Gewinne. Als ihm bewusst wird, dass alles Geld zusammen nicht ausreicht, Roempkes Darlehen zum vereinbarten Termin zurückzuzahlen, erwägt er sogar, den Tabakladen seiner früheren Freundin Elfriede ohne deren Wissen samt Warenbestand zu verkaufen. Das Ergebnis der Inventur fällt aber sehr ungünstig aus.
Doch auch in dieser prekären Situation kommt Mackprang der Zufall zu Hilfe. Durch eine Zeitungsannonce erfährt er, dass ein wissenschaftliches Institut im Norden der Republik einen größeren Wagen im Tausch für zwei Wartburgs sucht. Da ihm vor kurzem in Thüringen ein Tatra angeboten worden ist, will er diesen als Tauschobjekt nutzen und die beiden Wartburgs später zu weit überhöhten Preisen verkaufen. Es gelingt ihm jedoch nicht, weitere 10.000 Mark von Frau Glogowsky zu erhalten, da diese von ihrem Sohn an der Geldübergabe gehindert wird. Obwohl Mackpang die von ihm einkalkulierte Summe zum Kauf des Tatra fehlt, stellt er trotzdem einen Scheck über die Summe aus. Jetzt laufen die kriminalpolizeilichen Ermittlungen gegen ihn an. Dabei werden weitere Finanzmanipulationen offenbar. Er aber hat seinen Wohnort eilig verlassen. Wegen der dringenden Verdachtsgründe und der bestehenden Verdunkelungsgefahr ergeht darum Haftbefehl.
Der 36-jährige Hans-Dieter Mackprang hatte 21 Bürger – meist durch Betrug – um eine Summe von 200.000 Mark geschädigt. Viele Zeugen mussten vernommen, zahlreiche Rechnungen und Belege nachgeprüft werden. Mackprang wird vom Bezirksgericht wegen Betruges im besonders schweren Falle sowie wegen fortgesetzten Preisverstoßes zu vier Jahren Zuchthaus verurteilt. Den entstandenen Schaden musste er ersetzen. 

## Produktion
Seriöser Erfinder sucht Teilhaber entstand 1965 kurzfristig im Zuständigkeitsbereich des Deutschen Fernsehfunks, Bereich Dramatische Kunst. Das Szenenbild stammt von Eberhard Schrake, als Dramaturgin fungierte Käthe Riemann. Kommentar und Résumé steuerte Peter Przybylski bei. Der Film lief am 21. Oktober 1965 erstmals auf DFF 1 im Fernsehen der DDR.